# Tatabánya

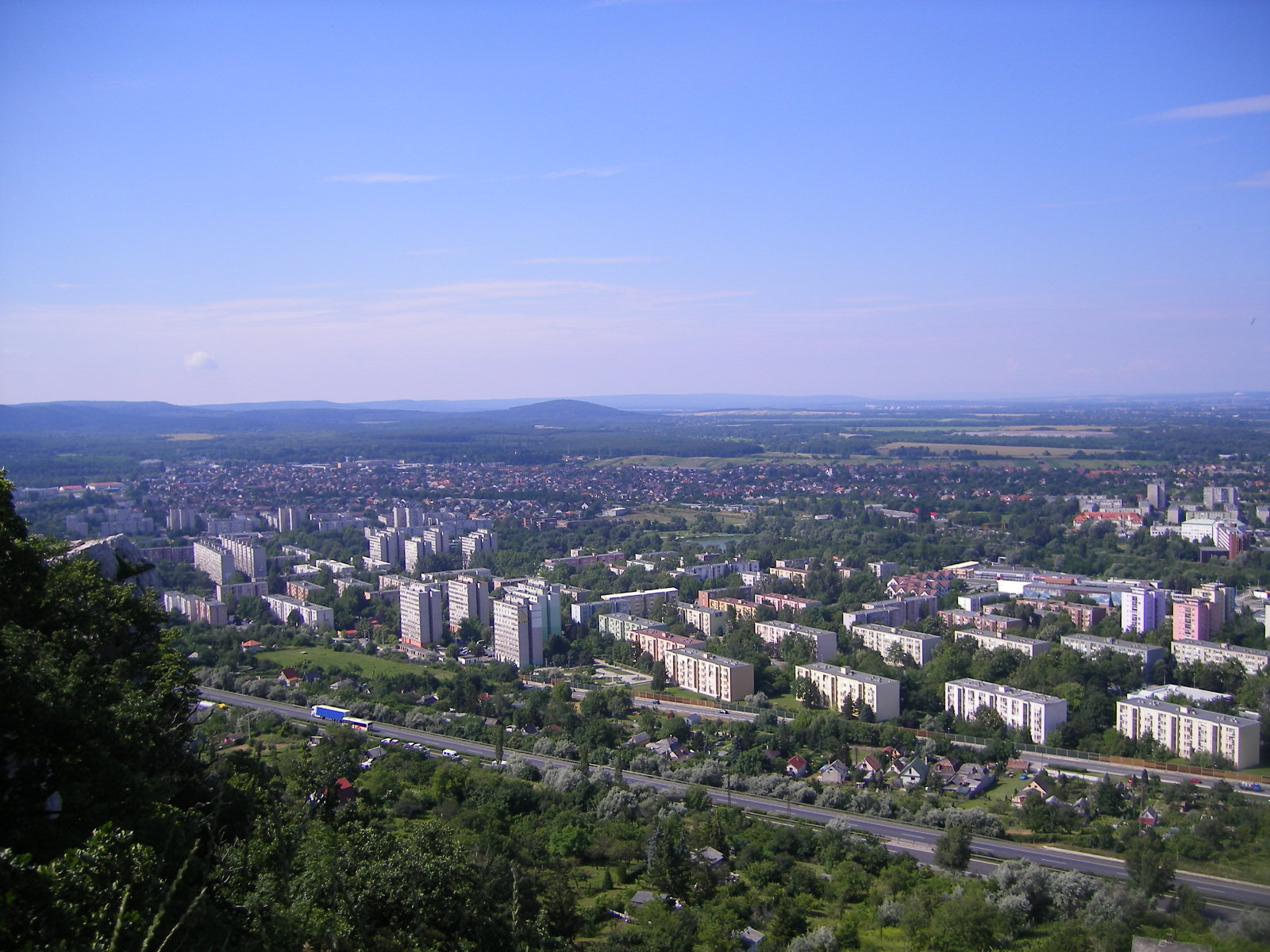
A város látképe a Kő-hegyről

Tatabánya kiejtéseⓘ (németül: Totiserkolonie, szlovákul: Banská Stará) Komárom-Esztergom vármegye és a Tatabányai járás székhelye, megyei jogú város. 9142 hektáros kiterjedésével Magyarország legkisebb közigazgatási területű megyeszékhelye (megyén belül is csak a harmadik helyen áll, Ács és Esztergom is nagyobb kiterjedésű), a Közép-Dunántúl második legnépesebb települése.

## Fekvése
A megye déli részén, a Gerecsét és a Vértest elválasztó Galla-patak völgyében, a Tatai-árokban fekszik, a fővárostól 55 kilométerre. Átlagos tengerszint feletti magassága 199 méter körüli. Helyzeténél fogva közlekedési csomópont, nemcsak vármegyei, hanem regionális és országos szinten is. A Budapest és Bécs összekötését biztosító M1-es autópálya (E60, E75) érinti, az 1-es főút és a Budapest–Hegyeshalom–Rajka-vasútvonal pedig át is szeli a várost, amelyet egyébként a környék minden településével, sőt az ország nagyobb városaival is autóbuszjáratok kötnek össze.

## Története
Tatabánya területe már az őskor óta lakott. Számos lelet bizonyítja, hogy>a kőkorszak óta folyamatosan éltek itt emberek. Az ide érkező első magyar honfoglalók már számos, különböző etnikumú törzset találtak a területen. Az egykori tatai erődítményhez közeli Bánhidát már egy 1288-as dokumentum is megemlíti. Hamarosan Alsógalla és Felsőgalla települések is kialakultak Bánhida környékén. A közeli erődítések jótékony hatására hamarosan benépesült a környék, megjelentek a kézművesek, fellendült a mezőgazdaság és a kereskedelem.
A középkor során számos természeti csapás érte a területet, majd a 16. században elfoglalták a területet a törökök. A reformáció hatására a helyi lakosok kálvinizmus|reformátusokká váltak, és felépítették saját templomaikat. A török hódítás után a terület az Esterházy család birtokába került, akik számos német és szlovák katolikust telepítettek be, aminek következtében a lakosság zömmel római katolikus lett.
Az 1785-ös népszámlálás  adatai szerint Alsógalla lakossága 580, Felsőgalláé pedig 842 fő volt. Akkoriban fedezték fel a környező szénmezőket, ami rohamosan megváltoztatta a környék életét. 1891-ben megalakult a Magyar Általános Kőszénbánya Társulat, mely fejleszteni kezdte a helyi bányászatot és fémipart, aminek hatására jelentősen megváltozott az addig főként mezőgazdaságból élők élete. 1896 karácsonyán hozták fel az első csille szenet, a szénvagyont kb. 100 évre becsülték. A bánya körül kialakult kolónia néhány évig Alsógallához tartozott; 1902. szeptember 16-án vált önálló községgé Alsógalla bányatelep, 1903. május 1-jétől Tatabánya néven. Ebben az időszakban az ipar és a kereskedelem sokszínűbb lett, és jó néhány új társaság (cementgyár, téglagyár) jelent meg. A helyi lakosok élete felpezsdült, helyi újságok jelentek meg, szociális és kulturális szervezeteket alapítottak.
Röviddel a Tanácsköztársaság bukása után, 1919. szeptember 6-án a tatabányai bányaigazgatóság előtt szervezett bányászok tiltakoztak az ellenforradalmi kormány által drasztikusan megnövelt munkaidő és a szakszervezeti vezetők sorozatos letartóztatása ellen. A kivezényelt csendőrök a tüntetők közé lőttek, ennek következtében több munkás meghalt, sokan súlyosan megsebesültek. E tragédia emlékére egy 1950-es törvényben minden év szeptember 6-ára helyezte az Országos Bányásznap ünnepségeit.

### Községek egyesítése
Már az 1920–30-as években is hallani lehetett a községek egyesítésének tervéről, a négy bányaközségben már akkoriban is jelentős kitermelés folyt. 
1945 nyarán helyi kezdeményezésre a Tatán működő járási igazoló bizottság mellett a tatabányai igazoló bizottság is megkezdte tevékenykedéseit. 1945. június 12-én a munkáspártok képviselői és a szakszervezetek megbízottjai a négy községből ennek az igazoló bizottságnak az újjáalakítását kérték. 1945 őszén a Belügyminisztérium kezdeményezésével megkezdődött az egyesítés előkészítése. November 10-én a négy bányaközség jegyzője Tatán találkozott a Belügyminisztérium képviselőivel, ahol ismertették az egyesítésről szóló álláspontokat.
A második világháborús károk jelentősen befolyásolták a döntéseket, hiszen a helyreállítás sok időt, pénzt és energiát vitt el. A községek féltek önállóságuk elvesztésétől és tartottak a háttérbe szorulástól is. Hosszas tárgyalások után végül Bánhida, amely a legnagyobb károkat szenvedte a háborúban, beleegyezett a csatlakozásba.
November 24-én Alsógalla elutasította az egyesítést, mert ez a terület rendelkezett a legmagasabb szintű közművekkel, jó állapotban voltak a központi épületei, és attól féltek, lelassul a fejlődésük, más területrészek pedig gyorsabban gyarapodnak majd. 1946. június 24-én ismét napirendre került az egyesítésről szóló kérdés, ekkor már Alsógalla is csatlakozott.
Megkezdődött ezzel a szervező munka is. Október 1-jén a négy községi képviselő-testület közösen tárgyalt vagyoni helyzetükről, itt szó esett saját feloszlatásukról is. Tatabánya megyei városnak ezzel a döntéssel új képviselő-testülete lett (30 fő MKP, 25 SZDP, 4 szakszervezeti és 1 FKgP), mely 60 főből állt.
1947. október 10-én ténylegesen egységes várossá nyilvánították a községeket.

### A megyeszékhely kérdése
1945 után a megye székhelye Esztergom volt, de a megye vezető szervei a székhely áthelyezését kérték azzal az indokokkal, hogy Esztergom nehezen megközelíthető, a megye és az országhatár szélén van. Elkezdődtek a viták ezzel kapcsolatban. 1948-ban felmerült, hogy Tata vagy Tatabánya legyen a megyeszékhely. 1950-ben a Népgazdasági Tanács azzal érvelt Tatabánya mellett, hogy a szénbányászat jelentősen fejlődni fog és a város könnyen megközelíthető. A szénbányászat dinamikus fejlődése mellett megyeszékhellyé tették Tatabányát, ez pedig megteremtette a város fejlődésének alapjait.
A háború után a régi üzemek, szervezetek, épületek felújítása után újra megnyitották a bányákat is. Ezek a változások jelentős hatással voltak a lakosság számára is, amely rohamosan növekedésnek indult, és a csúcsot az 1980-as évek közepén érte el, ekkor a lakosok száma 80 000 körül volt.
A Győri út északi végén 1975-ben adták át az első autóbusz-pályaudvart a városban, amely 2007-ig üzemelt.
A város ipari jellege az 1980-as évek végéig meghatározó volt. Ezután a nehézipar és a szénbányászat jelentősége csökkent, és a város gazdasági szerkezete jelentősen megváltozott.
A rendszerváltás utáni években lassú fokozatos gazdasági-szerkezetátalakítás ment végbe, melynek során ipari park került kialakításra, amelyben műanyagipari vállalatok, orvosi segédeszközöket gyártó vállalat, valamint autóipari beszállítók (autóüveggyár, felnigyár, gumiabroncsgyár) telepedtek meg. 2009-ben kb. 500 hektárnyi területen több mint 2 tucat közepes- és nagyvállalat foglalkoztatott mintegy 13 000 környékbeli munkavállalót.
1991-ben Tatabánya megyei jogú városi jogot kapott.
2007-ben adták át a város jelenlegi autóbusz-pályaudvarát a Vértes Center alsó szintjén, a vasútállomás mellett.
Tatabányán 2007–2008-ban két bevásárlóközpont is megnyílt: a Vértes Center és az Omega Park, ám az utóbbi hamar csődbe ment, épületébe a közigazgatási és hivatali ügyintézési szervek költöztek.

## Tatabánya városrészei
A második világháború után, 1947. október 10-én Bánhidát, Felsőgallát, Alsógallát és Tatabányát, a négy szomszédos községet Tatabánya néven egyesítették.

### Belterületek
- Alsógalla, Bánhida, Felsőgalla, Kertváros, Óváros (az egykori Tatabánya), Újtelep, Dózsakert, Újváros, Sárberek

### Külterületek
- Csákányospuszta, Síkvölgypuszta, Szőlőhegy, Fácános-kert.

## Közélete

### Polgármesterei
| Hivatali évek | Polgármester             | Jelölő szervezet(ek)                                                  |
| ------------- | ------------------------ | --------------------------------------------------------------------- |
| 1990–1994     | Bencsik János            | SZDSZ-Fidesz                                                          |
| 1994–1998     | Bencsik János            | SZDSZ                                                                 |
| 1998–2002     | Bencsik János            | független                                                             |
| 2002–2006     | Bencsik János            | független                                                             |
| 2006–2010     | Bencsik János            | Fidesz                                                                |
| 2010–2014     | Schmidt Csaba            | Fidesz                                                                |
| 2014–2019     | Schmidt Csaba            | Fidesz-KDNP                                                           |
| 2019–2024     | Szücsné Posztovics Ilona | DK-Jobbik-LMP-MSZP-Momentum-Párbeszéd                                 |
| 2024–         | Szücsné Posztovics Ilona | Többségben Tatabányáért Egyesület-DK-LMP-MSZP-Momentum-Nép Pártján-PM |

### A 2024-es önkormányzati választás eredménye
- A polgármester-választás eredménye[16]

| Jelölt neve              | Jelölő szervezet(ek) | Jelölő szervezet(ek)                                                                            | Szavazatok száma | Szavazatok aránya |
| ------------------------ | -------------------- | ----------------------------------------------------------------------------------------------- | ---------------- | ----------------- |
| Szücsné Posztovics Ilona |                      | Többségben Tatabányáért – DK – LMP – Zöldek – MSZP – Momentum – Nép Pártján – Párbeszéd- ZÖLDEK | 13 562           | 50,14%            |
| Gál Csaba                |                      | Fidesz-KDNP                                                                                     | 10 837           | 40,06%            |
| Vajda Krisztián Ferenc   |                      | Mi Hazánk                                                                                       | 1672             | 6,18%             |
| Fekete Miklós            |                      | Generációk Tatabányáért                                                                         | 978              | 3,62%             |
| Összesen                 |                      |                                                                                                 | 27 049           | 100%              |

- A képviselőtestület-választás eredménye[17]

| Párt | Párt                                                                                            | Mandátumok | Képviselő-testület | Képviselő-testület | Képviselő-testület | Képviselő-testület | Képviselő-testület | Képviselő-testület | Képviselő-testület | Képviselő-testület | Képviselő-testület | Képviselő-testület | Képviselő-testület | Képviselő-testület | Képviselő-testület |
| ---- | ----------------------------------------------------------------------------------------------- | ---------- | ------------------ | ------------------ | ------------------ | ------------------ | ------------------ | ------------------ | ------------------ | ------------------ | ------------------ | ------------------ | ------------------ | ------------------ | ------------------ |
|      | Többségben Tatabányáért – DK – LMP – Zöldek – MSZP – Momentum – Nép Pártján – Párbeszéd- ZÖLDEK | 8          | P                  |                    |                    |                    |                    |                    |                    |                    |                    |                    |                    |                    |                    |
|      | Fidesz – KDNP                                                                                   | 7          |                    |                    |                    |                    |                    |                    |                    |                    |                    |                    |                    |                    |                    |
|      | Mi Hazánk                                                                                       | 1          |                    |                    |                    |                    |                    |                    |                    |                    |                    |                    |                    |                    |                    |
|      | Generációk Tatabányáért                                                                         | 1          |                    |                    |                    |                    |                    |                    |                    |                    |                    |                    |                    |                    |                    |

## Népesség
Tatabánya lakónépessége 2011. január 1-jén 67 753 fő volt, ami Komárom-Esztergom vármegye össznépességének 22,3%-át tette ki. Tatabánya, Komárom-Esztergom vármegye második legsűrűbben lakott települése, ebben az évben az egy km²-en lakók száma, átlagosan 741 ember volt. Tatabánya népesség korösszetétele kedvezőtlen. A 2011-es év elején a 19 évesnél fiatalabbak népességen belüli súlya 20%, a 60 éven felülieké 23% volt. A nemek aránya Tatabányán kedvezőtlen, ugyanis ezer férfira 1140 nő jut. 2017-ben a férfiaknál 71,7, a nőknél 78,3 év volt a születéskor várható átlagos élettartam. A népszámlálás adatai alapján a város lakónépességének 6,3%-a, mintegy 4244 személy vallotta magát valamely kisebbséghez tartozónak, legtöbben német, cigány és szlovák nemzetiségűnek.
A 20. század második felétől Tatabánya lakosságszáma viharos gyorsasággal növekedett, egészen 1980-ig. Tatabánya népességnövekedése – a legtöbb megyeszékhelyhez hasonlóan – az 1960-as években felgyorsult a szocializmus évei alatt, ennek fő oka a bányák megnyitása volt, illetve az urbanizáció. A legtöbben 1980-ban éltek a városban, 75 971-an. Az 1980-as évektől egészen napjainkig csökken a város népessége, ma már kevesebben laknak Tatabányán, mint 1980-ban.
A 2011-es népszámlálási adatok szerint a magukat vallási közösséghez tartozónak valló tatabányaiak túlnyomó többsége római katolikusnak tartja magát. Emellett jelentős egyház a városban, még a református és az evangélikus.

### Etnikai összetétel
A 2001-es népszámlálás adatok szerint a város lakossága 72 470 fő volt, ebből a válaszadók 69 571 fő volt, 67 287 fő magyarnak, míg 667 fő cigánynak vallotta magát, azonban meg kell jegyezni, hogy a magyarországi cigányok (romák) aránya a népszámlálásokban szereplőnél lényegesen magasabb. 1359 fő német, 418 fő szlovák és 94 fő görög etnikumnak vallotta magát.
A 2011-es népszámlálás adatok szerint a város lakossága 67 753 fő volt, ebből a válaszadók 60 364 fő volt, 56 120 fő magyarnak vallotta magát, az adatokból az derül ki, hogy a magyarnak vallók száma jelentősen csökkent tíz év alatt, ennek egyik fő oka, hogy többen nem válaszoltak. Az elmúlt tíz év alatt, a nemzetiségiek közül a legjelentősebben a németek (1 749 fő) száma nőtt Tatabányán. A cigány (1241 fő) és a román (179 fő) nemzetiségűek száma meg kétszereződött. Az lengyelnek vallók száma (58 fő) kismértékben nőtt, ellenben a szlováknak vallók számával (263 fő) akiknek kismértékben csökkent a számuk, az elmúlt tíz év alatt. A megyén belül, Tatabányán él a legtöbb magát németnek, lengyelnek, románnak és görögnek valló nemzetiségi.

### Vallási összetétel
Tatabánya lakóinak vallási összetétele 2011-ben
A 2001-es népszámlálási adatok alapján, Tatabányán a lakosság több mint fele (54,5%) kötődik valamelyik vallási felekezethez. A legnagyobb vallás a városban a kereszténység, melynek legelterjedtebb formája a katolicizmus (43,1%). A katolikus egyházon belül a római katolikusok száma 30 614 fő, míg a görögkatolikusok 623 fő. A városban népes protestáns közösségek is élnek, főleg reformátusok (6 539 fő) és evangélikusok (1 093 fő). Az ortodox kereszténység inkább az országban élő egyes nemzeti kisebbségek (oroszok, románok, szerbek, bolgárok, görögök) felekezetének számít, számuk elenyésző az egész városi lakosságához képest (28 fő). Szerte a városban számos egyéb kisebb keresztény egyházi közösség működik. A zsidó vallási közösséghez tartózók száma 29 fő. Jelentős a száma azoknak a városban, akik vallási hovatartozásukat illetően nem kívántak válaszolni (12,3%). Felekezeten kívülinek a város lakosságának 32,6%-a vallotta magát.
A 2011-es népszámlálás adatai alapján, Tatabányán a lakosság kevesebb mint a fele (34,5%) kötődik valamelyik vallási felekezethez. Az elmúlt tíz év alatt a városi lakosság vallási felekezethez tartozása jelentősen csökkent, ennek egyik oka, hogy sokan nem válaszoltak. A legnagyobb vallás a városban a kereszténység, melynek legelterjedtebb formája a katolicizmus (26%). Az elmúlt tíz év alatt, a katolikus valláshoz tartozók száma majd felével esett vissza. A katolikus egyházon belül a római katolikusok száma 17 314 fő, míg a görögkatolikusok 297 fő. A városban népes protestáns közösségek is élnek, főleg reformátusok (4045 fő) és evangélikusok (688 fő). Az ortodox kereszténység inkább az országban élő egyes nemzeti kisebbségek (oroszok, románok, szerbek, bolgárok, görögök) felekezetének számít, számuk elenyésző az egész városi lakosságához képest (18 fő). Szerte a városban számos egyéb kisebb keresztény egyházi közösség működik. A zsidó vallássi közösséghez tartozók száma 14 fő. Összességében elmondható, hogy az elmúlt tíz év során minden egyházi felekezetekhez tartozók száma jelentősen csökkent. Jelentős a száma azoknak a városban, akik vallási hovatartozásukat illetően nem kívántak válaszolni (31,3%), tíz év alatt majd a triplájára nőtt a számuk. Felekezeten kívülinek a város lakosságának 34,2%-a vallotta magát.

## Közlekedés

### Közút
Tatabánya közigazgatási területén kelet-nyugati irányban végighúzódik az 1-es főút, az M1-es autópálya, szinte minden irányból ezek a város és térsége legfontosabb elérési útirányai. Ezeken túl jelentős számban húzódnak Tatabánya területén belül – vagy azt hosszabb-rövidebb szakaszon érintve – más, négy vagy öt számjegyű, alsóbbrendű országos közutak is. Ezek az alábbiak:
- 1119-es út, mely a megyeszékhelyet Dorog és Esztergom térségével kapcsolja össze;
- 8101-es út, más néven „régi 100-as út”, a győri országút egykori, az útjába eső településeken áthaladó nyomvonala, amely a mai útszámozása szerint Biatorbágynál indul és Tatabánya keleti szélén ér véget;
- 8109-es út, amely korábban az 1-es főút belterületi szakasza volt a város északi részén, ma csak a vasútállomás térségét kapcsolja össze az 1-es főút kivezető szakaszával;
- 8113-as út, amely Szárliget és az egykori nagyegyházi bauxitbánya között, alig fél kilométeres szakaszon érinti Tatabánya külterületeit;
- 8135-ös út, amely a 8109-esből kiágazva egészen Kisbérig vezet;
- 8156-os út, amely elsősorban Felsőgalla és Környebánya összekötését szolgálja, de a város és a szomszédos Környe más félreesőbb településrészeit is kiszolgálja.

### Vasút
A várost a MÁV 1-es, 12-es és 13-as vonalai érintik. (A 13-as számún 2007-ben megszűnt a vasúti forgalom.) Ezeken Tatabánya közigazgatási területén négy vasútállomás illetve vasúti megállóhely működött, vagy működik ma is:
Az 1-es vonal:
Az 1989-es nyomvonal-korrekció előtt a személyvonatok ezen a vonalon három helyen álltak meg Tatabánya városban: (Budapest felől) Tatabánya felső (Felsőgalla)-Tatabánya megállóhely. (a mai Alsógalla) és Tatabánya alsó (a mai Tatabánya). Az új szakasz megépítése után Felsőgalla állomás kiiktatódott a vonalból. Az állomások elnevezése Alsógalla megállóhely és Tatabánya állomásra változott. Tatabánya vasútállomás az autóbusz-pályaudvar közvetlen közelében található, így több helyi és helyközi autóbusszal is megközelíthető.
A 12-es és 13-as vonal közös szakaszán:
Bánhida, létrehozásakor: Bánhida–Erőmű megállóhely, a Tatabányát alkotó négy település egyesítése után: Tatabányai erőmű megállóhely, az 1990-es évektől : Bánhida megállóhely.

### Helyi közösségi közlekedés
A helyi közlekedés a városban a négy elődtelepülés egyesítése után indult meg autóbuszjáratokkal. Első működtetőjük az 1948-ban alakult Tatabányai Gépkocsiközlekedési Vállalat volt. A bányák és üzemek illetve a lakóterületek közötti munkásszállítást viszonylag hamar az egyes aknákhoz rendelt szolgálati járatokkal oldották meg (az aknákat – pl. XVI/C – jelentő római számokkal jelölt „bányászbuszokkal”). A TGV, majd a MÁVAUT, később a VOLÁN 18. sz. vállalat – amely a 80-as évektől Vértes Volán néven működött – által üzemeltetett járatok feladata pedig az általános helyi közlekedés lebonyolítása lett az egymástól távol eső és kezdetben még külön is álló városrészek között. A négy legrégebbi múltra visszatekintő, legklasszikusabb közforgalmú járat(család) – az 1980-as évekig megközelítőleg azonos útvonalon és időről-időre különböző betét- illetve kiegészítő járatokkal – a következő volt:
- 1-es Újváros – Győri út – vasúti felüljáró – Bánhida – Ótemető – Bányaforgalmi iroda/Bányász körtér – Baross G. utcai felüljáró – Felsőgallai vasútállomás (Újváros északi része, Bánhida, a kórház, Újtelep és a bányaterületek forgalmi központja, valamint Felsőgalla északi részének összeköttetése.)
- 2-es Felsőgallai vasútállomás – Népház – Bánhida – II-es erőmű (Felsőgalla északi része, VI-os telep, Óváros belső része, a kórház, Bánhida és az erőműi lakótelep összeköttetése. Lényegében ezen az útvonalon haladt 1948-tól a Tatabányai Gépkocsiközlekedési Vállalat által üzemeltetett legelső viszonylat.)[29]
- 3-as Újváros – Komáromi út – Mártírok útja – Alsógalla – Hármashíd – Népház – Ótemető – Bányaforgalmi iroda/Bányász körtér (Újváros északi és déli része, Alsógalla, a kórház, Újtelep és a bányaterületek forgalmi központja összeköttetése.)
- 5-ös Újváros – Komáromi út – Mártírok útja – Alsógalla – Középső (Lehel u.) – Hármashíd – Baross G. utcai felüljáró – Szent István (Budai) úti forduló (Újváros északi és déli része, Alsógalla, „Középső” – az egykori Ó-tatabánya munkástelep -, VI-os telep és Felsőgalla déli részének összeköttetése.)

Az 1980-as évektől az autóbusz-állomások áthelyezésével, új lakóterületek és közúti összeköttetések folyamatos kiépülésével megváltoztak a közlekedési súlypontok, így a járatok korábbi megszokott rendszere is dinamikus változásnak indult, ami 2018-ban tovább változott a helyi közlekedés önkormányzati kézbe vétele kapcsán (T-busz cég).
A Győri út északi végén 1975-ben átadott autóbusz-pályaudvar 2007-ben költözött a Vértes Center vasútállomás felőli oldalán kialakított terminálra.

## Infrastruktúra
2010-re Tatabánya háztartásainak száma 30 000 fölé emelkedett, melynek több mint 90%-a közművesített, 12%-a gázzal is ellátott. A háztartások 60%-a távfűtött és telefonnal ellátott. Majdnem minden háztartásban elérhető a kábeltelevízió. Az utak 98%-a aszfaltozott. A tömegközlekedés és a szemétszállítás jól szervezett.

## Oktatás
A 20. század közepéig a város oktatása átlagosnak mondható. A bányászat miatt azonban az általános iskolát végzettek száma elmaradt az országos átlagtól. A század végére ez gyökeresen megváltozott, egyre több lett a középiskolát végzett a városban. Jelenleg 5 bölcsőde, 18 óvoda, 16 általános iskola és 10 középiskola található itt. 1992-ben megalapították az Edutus Főiskolát (korábban Modern Üzleti Tudományok Főiskolája), néhány évre rá megjelent a Gábor Dénes Főiskola kihelyezett tagozata is.

### Általános Iskolák
- Bolyai János Általános Iskola (Kertvárosi Általános Iskola)
- Dózsa György Sportiskolai Általános Iskola (Dózsakerti Váci Mihály Általános Iskola tagintézménye)
- Tatabányai Erkel Ferenc Alapfokú Művészetoktatási Intézmény
- Tatabányai Éltes Mátyás Egységes Gyógypedagógiai Módszertani Intézmény, Általános Iskola, Speciális Szakiskola és Egységes Pedagógiai Szakszolgálat
- Herman Ottó Általános Iskola (Kodály Zoltán Általános Iskola Telephelye)
- Bánhidai Jókai Mór Általános Iskola
- József Attila Általános Iskola (Óvárosi Általános Iskola Telephelye)
- Kodály Zoltán Alapfokú Művészeti Iskola
- Kölcsey Ferenc Általános Iskola (Kertvárosi Általános Iskola Telephelye)
- Kőrösi Csoma Sándor Általános Iskola (Kertvárosi Általános Iskola Telephelye)
- Móra Ferenc Általános Iskola (Pólya György Általános Iskola Esztergomi Úti Telephelye)
- Óvárosi Általános Iskola
- Pólya György Általános Iskola (Sárberki Általános Iskola)
- Szent Margit Általános Iskola
- Felsőgallai Széchenyi István Általános Iskola
- Dózsakerti Váci Mihály Általános Iskola
- Füzes Utcai Általános Iskola
- Remédium Általános Iskola és Szakiskola

### Középiskolák
- Bánhidai Ipari Tanoda Alapítványi Szakiskola (1992-2015)
- TSZC Bánki Donát – Péch Antal Technikum
- Kossuth Lajos Közgazdasági és Humán Szakgimnázium
- Árpád Gimnázium
- Bárdos László Gimnázium
- Kereskedelmi, Vendéglátó és Idegenforgalmi Szakközép- és Szakiskola
- Fellner Jakab Szakiskola
- TSZC Mikes Kelemen Szakgimnáziuma és Szakközépiskolája
- Szent Margit Gimnázium

### Főiskolák, egyetemek
- Edutus Egyetem

## Kultúra és sport
Tatabánya legjelentősebb kulturális intézménye a Jászai Mari Színház. Ezen kívül számos kultúrház, ifjúsági központ, könyvtár, levéltár (Tatabánya Megyei Jogú Város Levéltára) és múzeum végez kulturális munkát.
Tatabánya Megyei Jogú Város Közgyűlésének 2004- és 2012-es közlönyeinek alapján a következő önkormányzat által alapított elismerések kerülnek és kerültek kiosztásra: Caritas díj (2002-ig), Molnár János-díj (3 fő), Szabó Ignác-díj (2 fő), Tatabánya Kultúrájáért díj (A magyar kultúra napja megünneplése, díszdiploma és a pályakezdő pedagógusok köszöntése; 1 fő), „Ezüst Turul” díj (1 fő), Tatabánya megyei jogú város díszpolgára cím (1 fő), Tatabánya közbiztonságáért díj (1 fő), Tatabánya sportjáért díj (1 fő), Zöld Ág díj (2002-től; 1 fő), Solymos Mihály-díj (1 fő), Évgyűrű díj (1 fő), Megyei Príma díj, Tatabánya fejlesztéséért díj. A díjazottak névsora Tatabánya honlapján olvasható.
A városban rendszeresen rendeznek kulturális és szórakoztató rendezvényeket is, melyek közül a legismertebb a Szentivánéji Karnevál és a Bányásznap (érdekessége a „Csilletoló verseny”), de Tatabánya számos országos rendezvényben (például autómentes nap stb.) is részt vesz.
Az 1910-ben alapított Tatabányai Bányász Sport Club (TBSC) országszerte ismert volt. Jelenleg számos sportegyesület található a városban, melynek sportolói Európa-szerte ismertek. Tatabánya labdarúgócsapata, az FC Tatabánya a magyar harmadosztályban játszik, de a Grundfos Tatabánya KC férfi kézilabdacsapat és Tatabányai Volán SE női röplabdacsapat a legmagasabb osztályban szerepel.
Tatabányán található a Komárom-Esztergom Vármegyei Szent Borbála Kórház („megyei kórház”) és a hozzá tartozó Gőzfürdő, mely főként reumatikus betegségek gyógyítására specializálódott.
1982 óta évente megrendezésre kerül a Gerecse 50 teljesítménytúra, mely Magyarország legnépszerűbb túrája, a maga 7000 fő feletti nevezőjével. Hagyományosan minden április harmadik szombatján kerül megrendezésre az esemény. A túrát az 50 km-es táv mellett 30, 20 és 10 km-es rövidített útvonalon is lehet teljesíteni.

## Ipar, gazdaság
A szénmezők felfedezése előtt a helyi lakosság főleg gabonatermesztéssel és állattartással foglalkozott, a domboldalban pedig szőlőművelés folyt. Iparként megjelent a téglagyártás és mészégetés, illetve a kőbányászat, ahonnan a jó minőségű követ a komáromi erőd és a bécsi császári palota építéséhez is felhasználták.

### A szénbányászat fellendülése (1900-tól)
A bányászat beindulásakor, 1898-ban, épült meg az első hőerőmű Ó-Tatabányán, majd 1934-ben angol tőkéből a bánhidai (melynek köszönhetően a II. világháborúban épp ezért nem bombázták a szövetséges erők az erőművet).
Ezzel párhuzamosan más iparágak is megtelepedtek a városban: 1901-ben a brikettgyár, 1912-ben a cementgyár, 1921-ben a karbidgyár, 1938-ban az alumíniumkohó kezdte meg a működését.

Az 50-es években a szénbányászat helyi munkavállalók 50%-nak adott munkát, míg az ipari termelés (főleg nehézipar) elérte a 75%-ot is. A könnyűipar nem volt a környéken és a kereskedelmi és szolgáltató szektorban is alig volt munkahely. Ennek következményeként, míg a férfiak könnyen találtak állást, addig nők számára nehéz volt a munkakeresés.

### A rendszerváltás után
A várost a 80-as évek végén több nagy sokk is megrázta. Kimerültek a város környéki bányák, így a bányászoknak vagy új munka után kellett nézniük, vagy el kellett költözniük valamelyik közeli, még termelő bányászvárosba. A rendszerváltás után, a piacgazdaságban, sok helyi üzemről kiderült, hogy mennyire gazdaságtalanul működött. Elvesztették külföldi, főleg keleti piacaikat, (pl. a cementgyár és az alumíniumkohó), így ezeknél is létszámleépítések voltak. A város munkanélkülisége a 20%-ot is meghaladta.
A város vezetése a probléma orvoslására a helyi cégeknek adómentességet és adókedvezményeket adott. Létrehozta a Gazdaságfejlesztő Szervezetet, melynek feladata a város marketingje, a közép-európai befektetők idecsábítása volt. Emellett kialakított egy ipari parkot, ahová azóta több közép- és nagyvállalat települt be, többek között autóipari beszállítók, gyógyászati segédeszköz gyártók, elektronikai cégek.

## Látnivalók

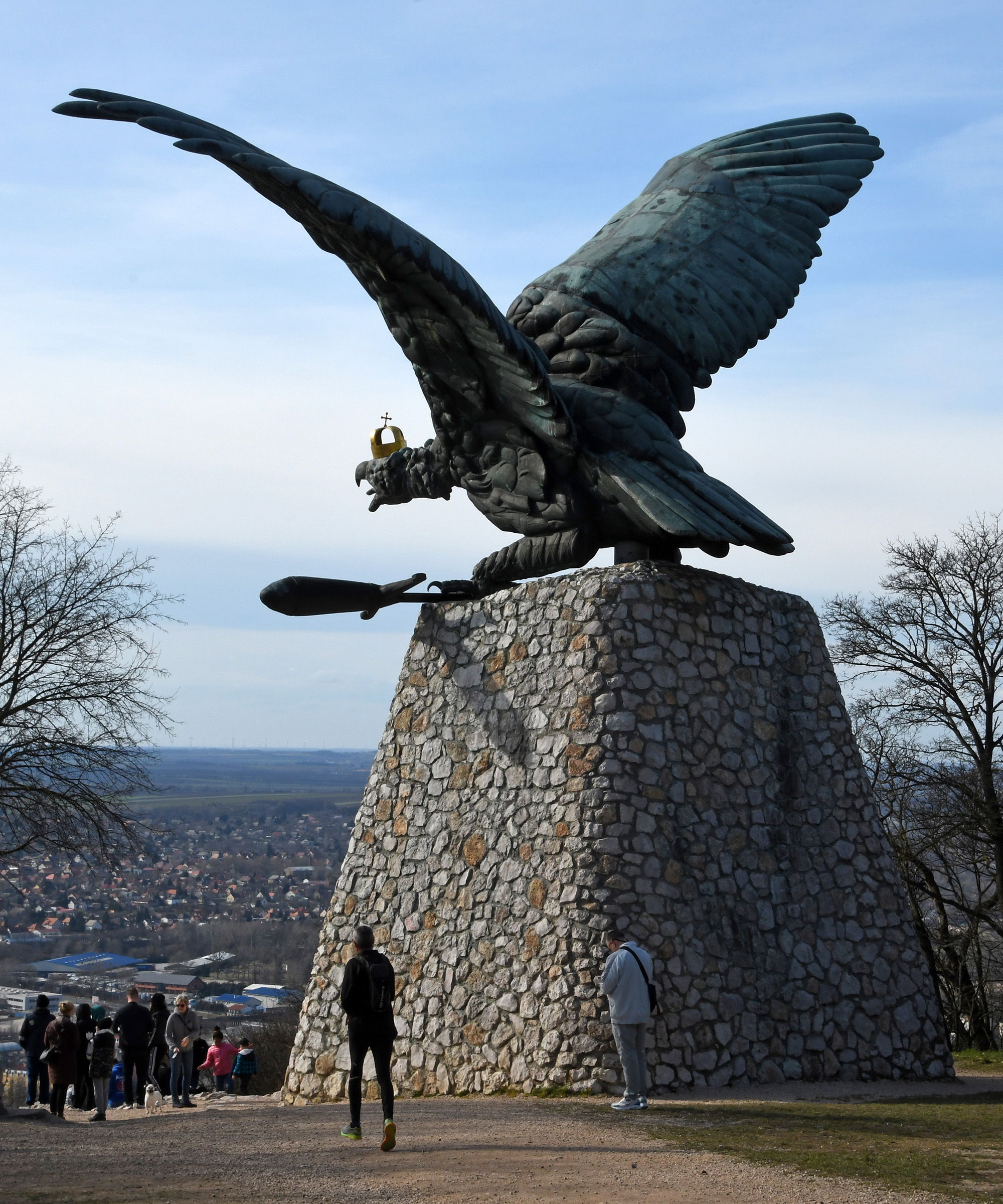
Turul-emlékmű a Kő-hegyen

Tatabánya iparváros jellegéből adódóan sok látnivalóval nem rendelkezik, azonban néhány műemlék épület, ipari műemlék és számos modern műalkotás található a városban.

### Múzeumok
- Tatabányai Múzeum
- Bányászati és Ipari Skanzen

### Műemlékek
- Népház–Jászai Mari Színház
- Tulipános ház
- A bánhidai Szent Mihály templom[44] és a Szent István templom[45]

### Természeti látnivalók
- Turul-emlékmű a Kő-hegyen
- A Szelim-lyuk és a Gerecse hegység (kedvelt kirándulóhelyek)
- Az óvárosi Népház liget

### Modern alkotások
- Csónakázó tó: egy kis tó a város szívében, szigettel a közepén. A kivadult, invazív ékszerteknősök ismert élőhelye.[46] A szigeten a modern napóra Szunyogh László alkotása.
- Péterfy László Életfája a Fő téren
- Első világháborús emlékmű Bánhida központjában
- Melocco Miklós Ady-szobra az Edutus Egyetem előtt[47]
- Varkoly László Szent István-szobra Felsőgalla központjában
- Tatabányai Gyémánt Fürdő
- Erkel Ferenc szobra az Erkel Ferenc Zeneiskola előtt

## A város díszpolgárai
| Év   | Díjazott                        | Foglalkozás              | Sikere, eredménye                                        |
| ---- | ------------------------------- | ------------------------ | -------------------------------------------------------- |
| 1992 | Magyar József                   | zenész                   | A Bányász Fúvószenekar karmestere, vezetője.             |
| 1995 | Dr. Káfony András               | orvos                    |                                                          |
| 1995 | Solymos Mihály                  |                          |                                                          |
| 1996 | Szlávikné Győrfy Klára          | festőművész              |                                                          |
| 1997 | Dr. Kakuk Elemér (posztumusz)   | jogász                   |                                                          |
| 1997 | Labossa Lajos                   | evangélikus lelkész      |                                                          |
| 1997 | Süveges Vilmos                  | tanár, iskolaigazgató    | a Bárdos László Gimnázium első igazgatója                |
| 1998 | Szabó István                    |                          |                                                          |
| 1998 | Nagy László                     | római katolikus plébános |                                                          |
| 1998 | Vér László                      |                          |                                                          |
| 1999 | Lukácsné Denkinger Gabriella    | zenetanár                |                                                          |
| 2000 | Solymos András                  | bányamérnök              |                                                          |
| 2000 | Zentai Mátyás (posztumusz)      |                          |                                                          |
| 2001 | Balogh Ernő                     |                          |                                                          |
| 2001 | Mányoki László                  |                          |                                                          |
| 2002 | Schalkhammer Antal (posztumusz) |                          |                                                          |
| 2002 | Dr. Brenner Ferenc              |                          |                                                          |
| 2002 | Nemes József                    |                          |                                                          |
| 2003 | Földi Imre                      | sportoló, súlyemelő      | olimpiai bajnok súlyemelő                                |
| 2004 | Ulrich Pfeifle                  |                          |                                                          |
| 2004 | Kónya Lajos                     |                          |                                                          |
| 2004 | Fekete Lajos                    |                          |                                                          |
| 2005 | Csóka Zsigmond (posztumusz)     |                          |                                                          |
| 2006 | Molnár Antal                    | tűzoltóparancsnok        |                                                          |
| 2007 | Krajcsirovits Henrik            |                          |                                                          |
| 2008 | Gyüszi László                   |                          |                                                          |
| 2009 | Dr. Hargitai Ferenc             | orvos                    |                                                          |
| 2010 | Bencsik János                   | politikus                |                                                          |
| 2011 | Bognár Istvánné                 | pedagógus                |                                                          |
| 2012 | Reviczky Gábor                  | színész                  |                                                          |
| 2013 | Kiss Antal                      | sportoló, atléta         | olimpiai ezüstérmes gyalogló                             |
| 2014 | Salamon Hugó                    |                          |                                                          |
| 2015 | Dr. Dombi Péter                 | orvos                    |                                                          |
| 2016 | Homola István                   |                          |                                                          |
| 2017 | Fűrészné Molnár Anikó           | muzeológus, tanár        |                                                          |
| 2018 | Szabó György                    | sportoló, labdarúgó      | 510 alkalommal szerepelt a Tatabányai Bányász csapatában |
| 2019 | Jakobi Anna Mária               | festő- és grafikusművész |                                                          |
| 2020 | Dr. Iffiú András                | bányamentő, háziorvos    |                                                          |

## A város híres szülöttei
| Év   | Név                   | Foglalkozás                                | Sikere, eredménye                                                    |
| ---- | --------------------- | ------------------------------------------ | -------------------------------------------------------------------- |
| 1911 | Lángos Józsa          | sakkozó                                    | nemzetközi sakkmester                                                |
| 1926 | Záray Márta           | táncdalénekesnő                            | EMeRTon-díjas                                                        |
| 1933 | Josef Papp            | magyar származású amerikai mérnök          |                                                                      |
| 1937 | Kovács Béla           | klarinétművész                             | Kossuth-díjas, Liszt Ferenc-díjas, érdemes művész, kiváló művész     |
| 1948 | Droppa Judit          | textiltervező                              |                                                                      |
| 1949 | Reviczky Gábor        | színész                                    | Kossuth-díjas, Jászai Mari-díjas, Nemzet Művésze                     |
| 1949 | Jakobi Anna Mária     | festőművész                                |                                                                      |
| 1950 | Lois Viktor           | szobrászművész                             | Munkácsy Mihály-díjas                                                |
| 1951 | Faludi Ádám           | író                                        |                                                                      |
| 1952 | Voga János            | énekes, tanár                              | a néhai Voga–Turnovszky-duó duó tagja, műsorvezető a Neo FM rádióban |
| 1960 | Tunyogi Péter         | színész                                    |                                                                      |
| 1962 | Palik László          | sportriporter, tereprali-versenyző         | a Hungaroring Zrt. korábbi elnöke.                                   |
| 1963 | Kiprich József        | labdarúgó                                  | 70-szeres magyar válogatott                                          |
| 1966 | Murányi Tünde         | színész                                    | Jászai Mari-díjas                                                    |
| 1966 | Szalma József         | labdarúgó                                  | 15-szörös magyar válogatott                                          |
| 1968 | Zantleitner Tamás     | vízilabdázó                                | 51-szeres magyar válogatott                                          |
| 1969 | Nemes Tibor           | ütőművész, dobos                           | a Tea együttes egyik alapítója                                       |
| 1974 | Macher Szilárd        | balettművész                               | Harangozó Gyula-díjas balettművész, balettmester, egyetemi docens.   |
| 1974 | Rába Roland           | színész, rendező                           | Jászai Mari-díjas                                                    |
| 1974 | Zantleitner Krisztina | vízilabdázó                                | 150-szeres válogatott, Világbajnoki I.helyezett                      |
| 1975 | Kassai Viktor         | labdarúgó-játékvezető                      | nemzetközi labdarúgó-játékvezető                                     |
| 1976 | Sós Ildikó            | vízilabdázó                                | válogatott vízilabdázó kapus                                         |
| 1976 | Farkas Ervin          | festőművész                                |                                                                      |
| 1977 | Ferling Bernadett     | kézilabdázó                                | válogatott kézilabdázó                                               |
| 1978 | Ponyori Sándor        | atléta                                     | paralimpikon atléta                                                  |
| 1979 | Losonczi Szilveszter  | rapzenész                                  |                                                                      |
| 1979 | Fehér Miklós          | labdarúgó                                  |                                                                      |
| 1980 | Berki Krisztián       | labdarúgó, televíziós műsorvezető, „celeb” |                                                                      |
| 1981 | Frész Ferenc          | testépítő, felnőtt film művész             |                                                                      |
| 1982 | Kinizsi Ottó          | színész, rendező, dramaturg                |                                                                      |
| 1984 | Herr Orsolya          | kézilabdázó                                | válogatott kézilabdakapus                                            |
| 1985 | Aradi Imre            | színész                                    |                                                                      |
| 1985 | Poroszlay Kristóf     | színész                                    |                                                                      |
| 1986 | Csernoviczki Éva      | cselgáncsozó                               | olimpiai bronzérmes                                                  |
| 1991 | Dobó Enikő            | színész                                    |                                                                      |
| 1991 | Gyurcsó Ádám          | labdarúgó                                  | válogatott labdarúgó                                                 |
| 1992 | Lévai Márton          | vízilabdázó                                | válogatott vízilabdázó                                               |
| 1993 | Aradi Balázs          | színész                                    |                                                                      |
| 1994 | Szabó Kitti           | színész, youtuber                          | Barátok közt, Sztárban sztár leszek, Szabó Kitti YouTube csatorna    |

## Testvérvárosok
- Németország, Aalen
- Lengyelország, Będzin
- Anglia, Christchurch
- Egyesült Államok, Fairfield
- Oroszország,  Udmurtföld, Izsevszk
- Románia, Székelyudvarhely
- Bulgária, Pazardzsik

## Baráti városok
- Románia, Arad
- Szlovákia, Érsekújvár
- Belgium, Saint-Ghislain
- Franciaország, Saint-Lô

## Képgaléria

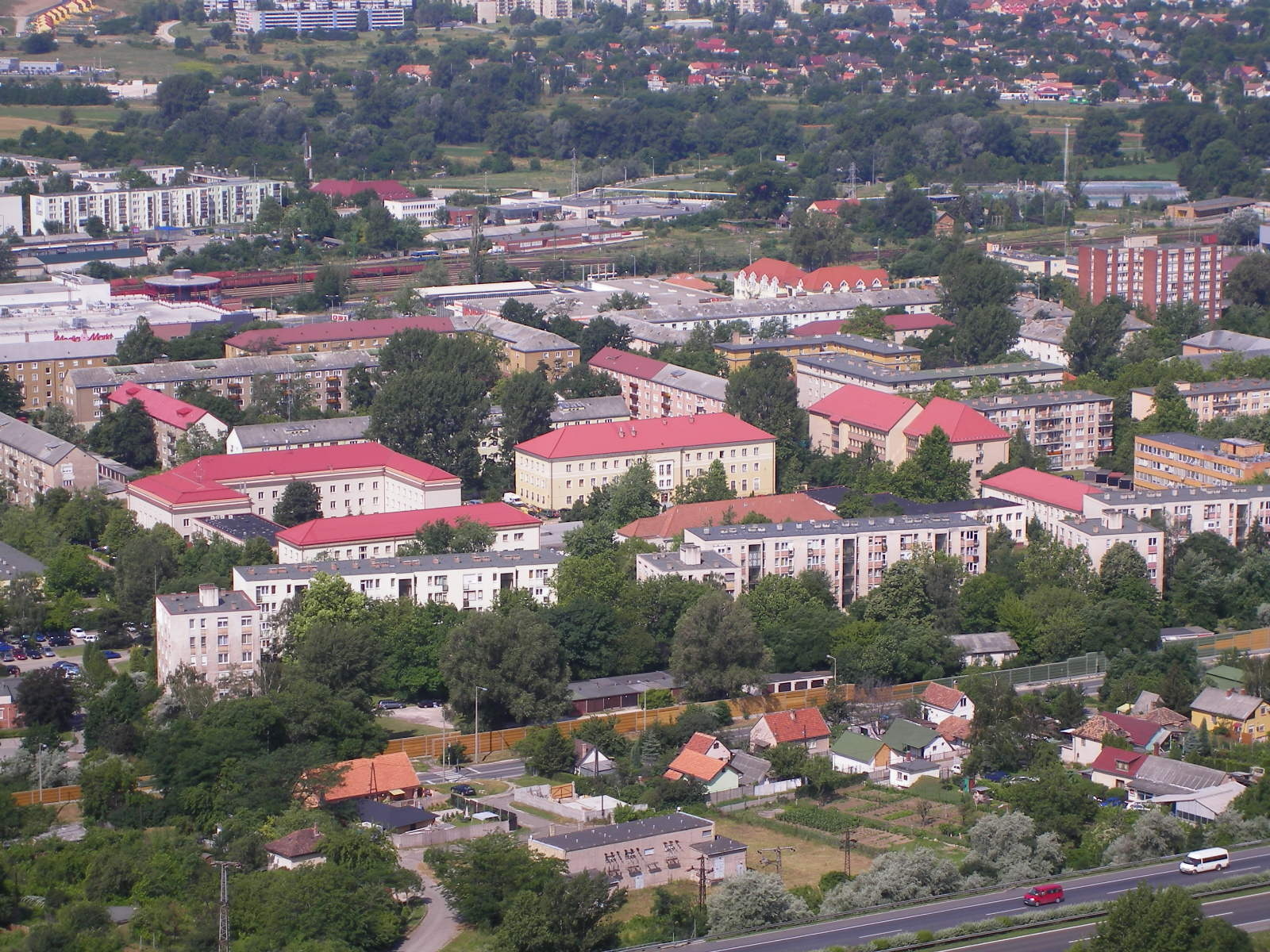
Tatabánya
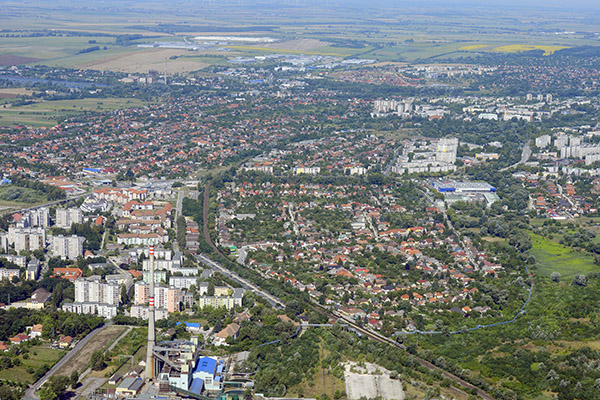
Tatabánya látképe 2015-ös légi fotón
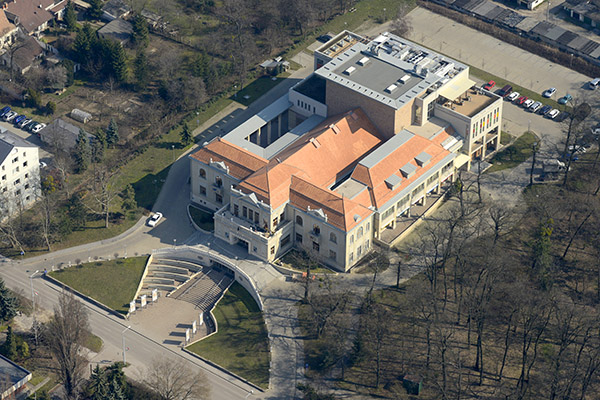
A tatabányai Jászai Mari Színház légi fotója
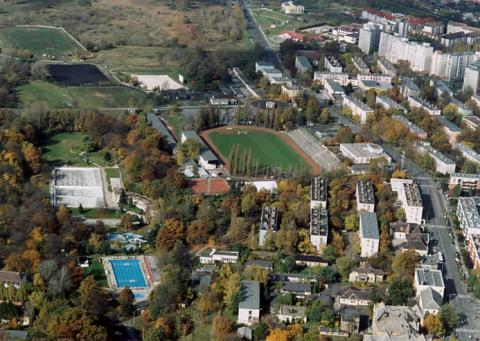
Tatabánya-Óváros
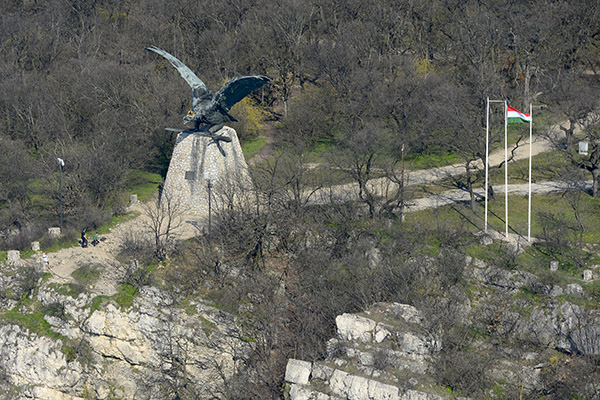
A Turul-szobor egy másik madár távlatából
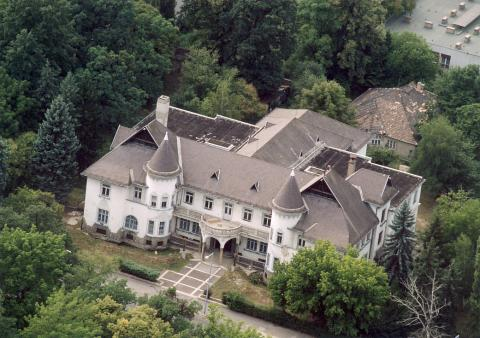
Tulipános ház
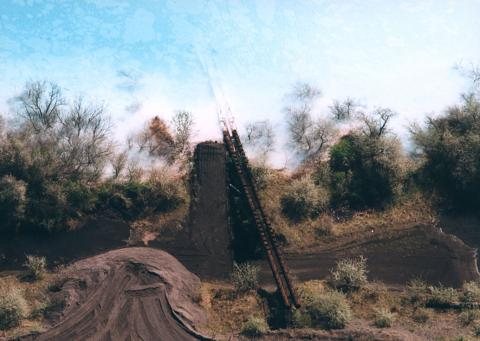
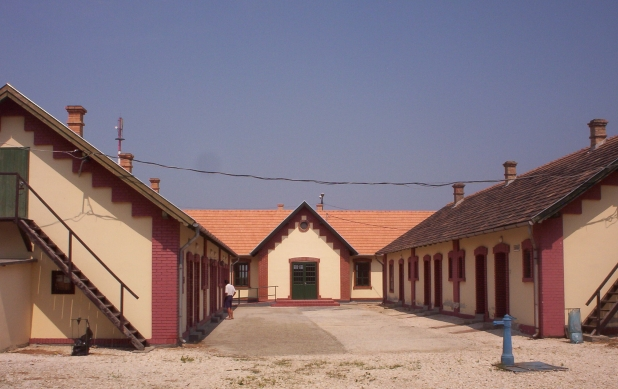
Ipari Skanzen, hatajtós házak
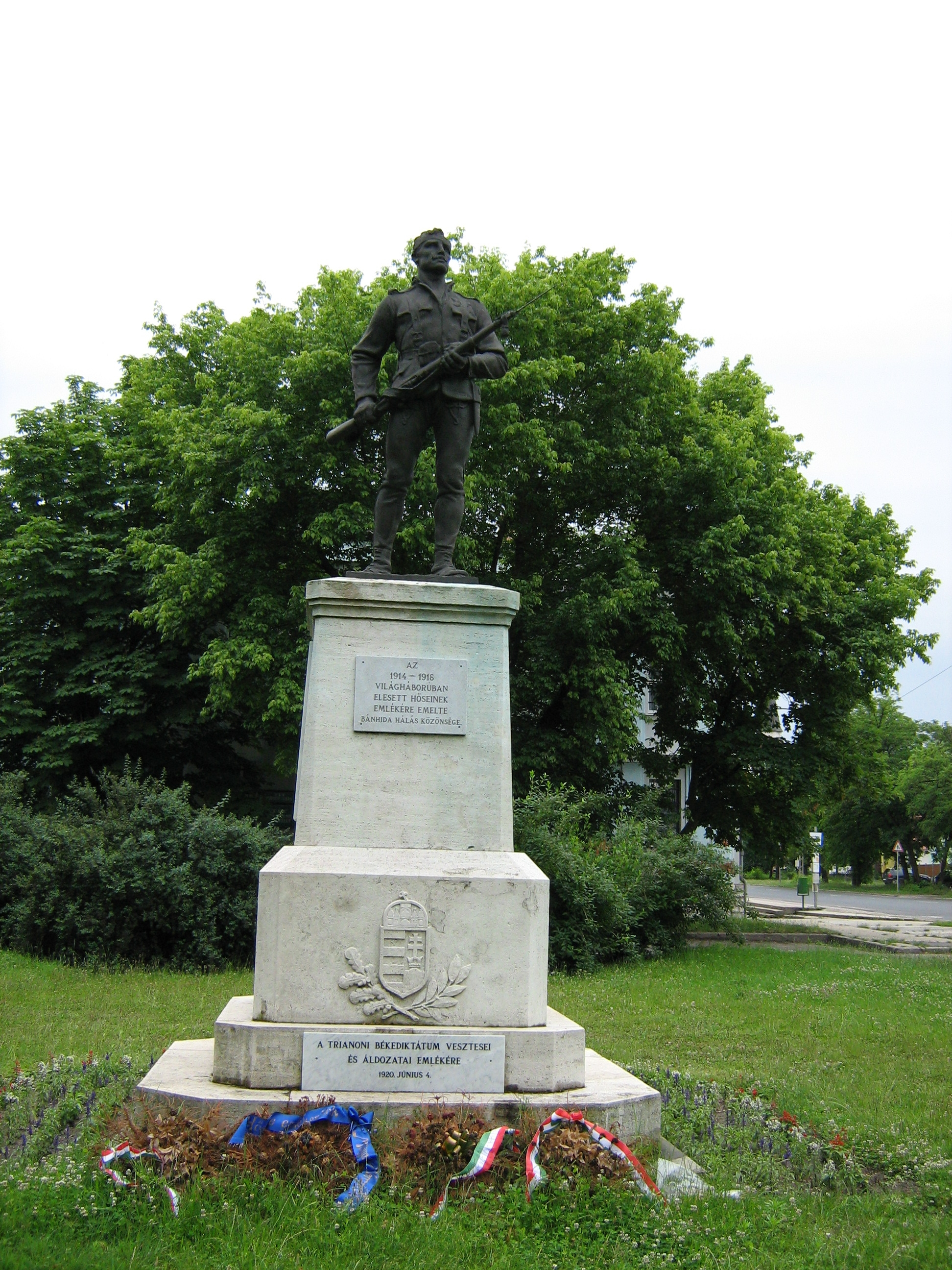
I. világháborús emlékmű (Görömbey Imre, 1927)
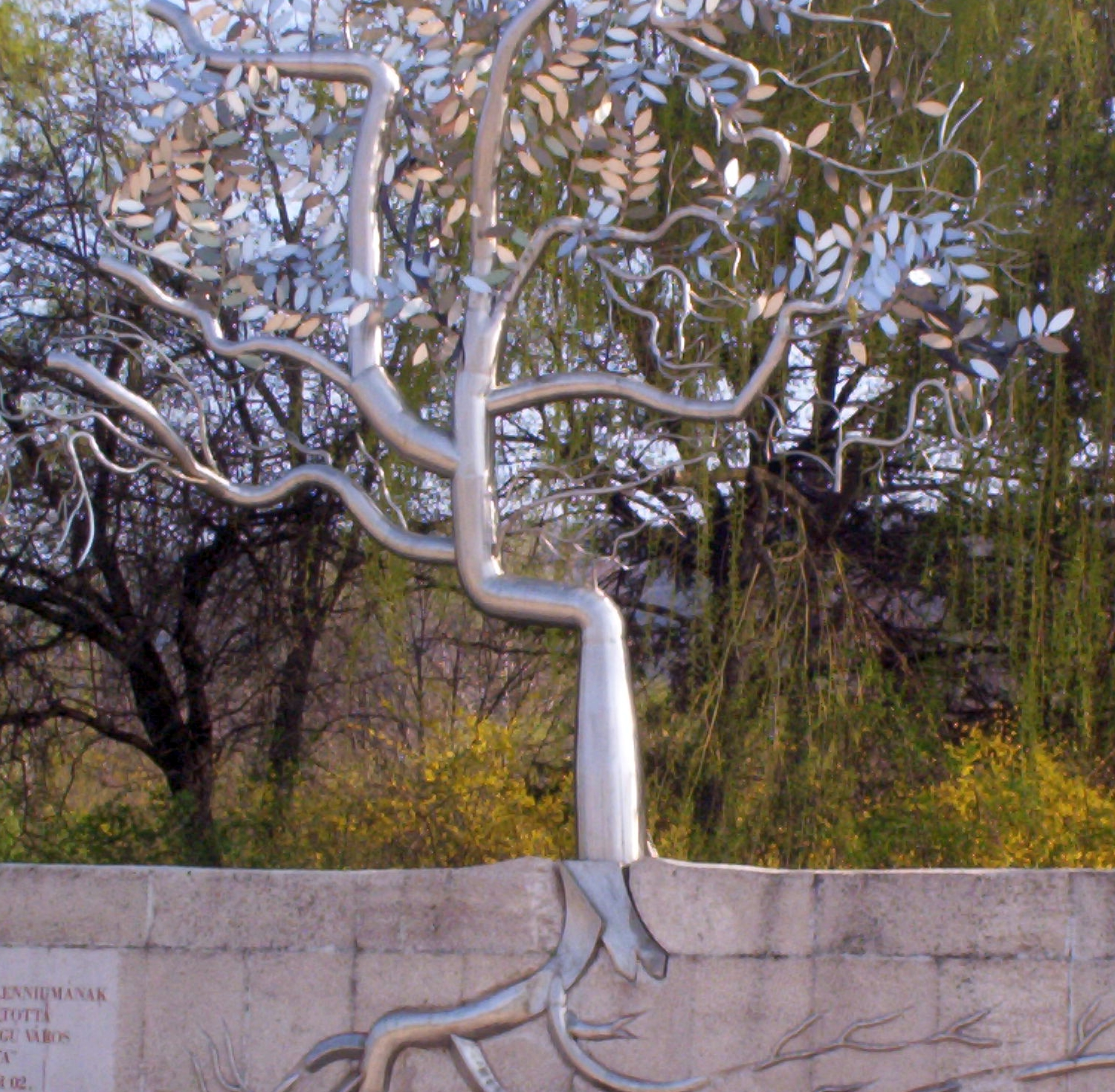
Életfa
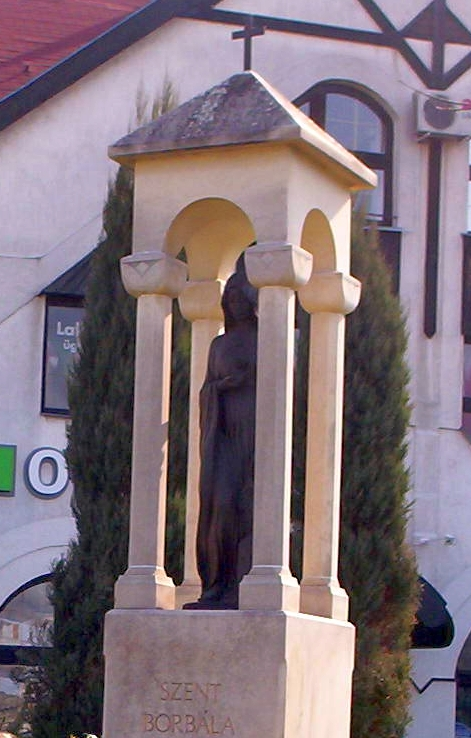
Szent Borbála-szobor /Péterfy László/
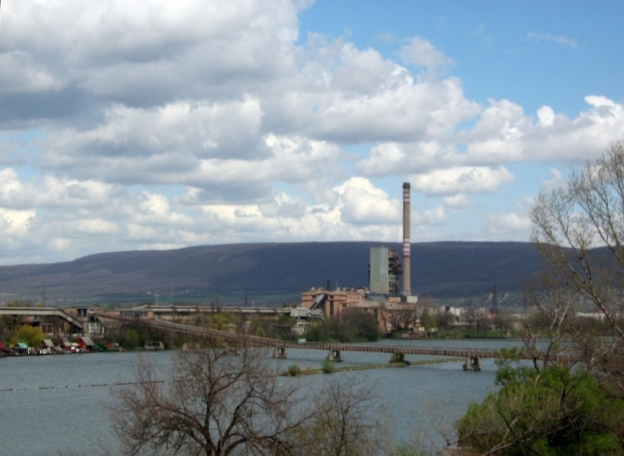
Az Erőműi-tó /"Centrálé"/
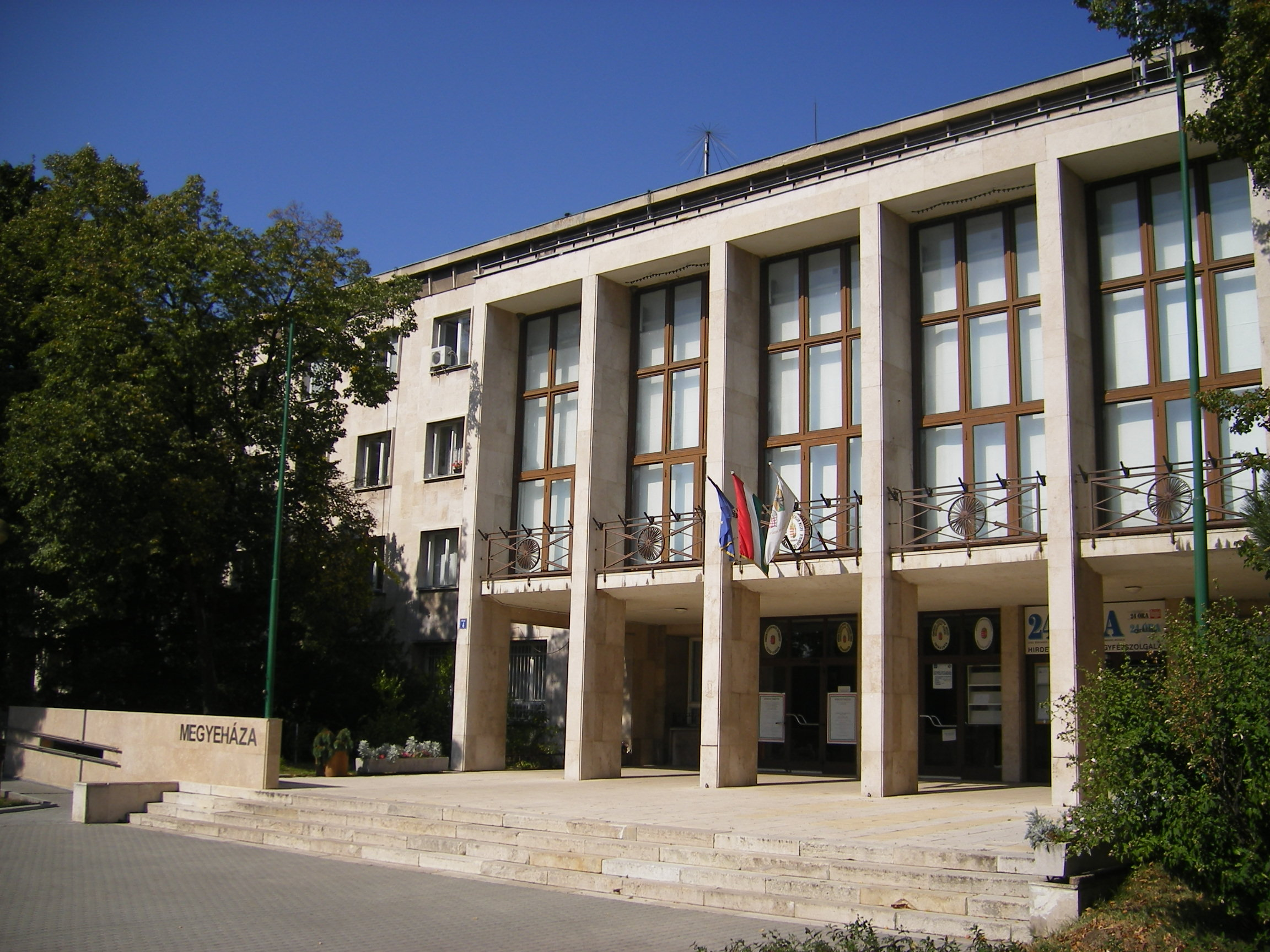
A megyeháza épülete /szoc.reál/
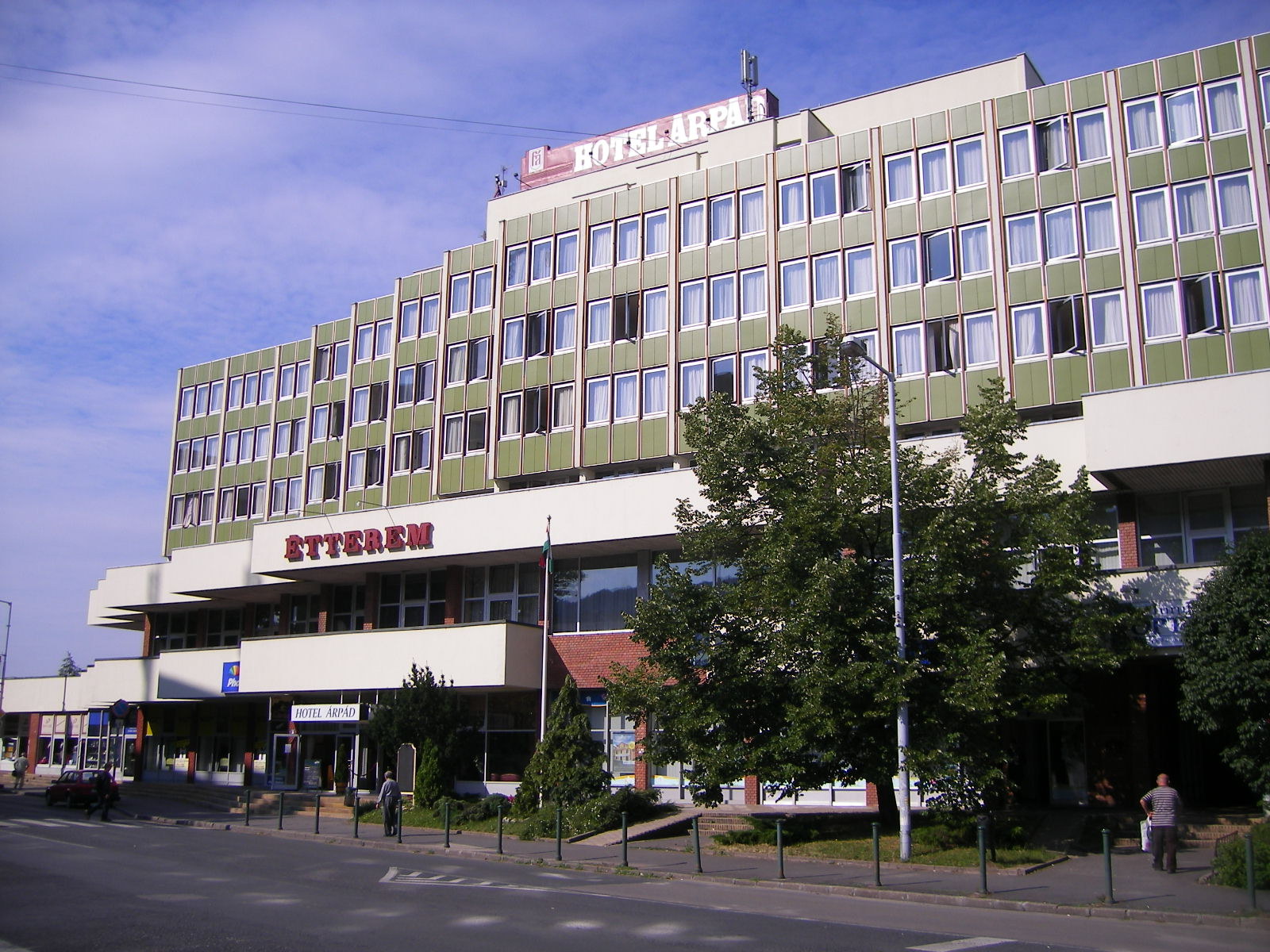
Az Árpád Hotel
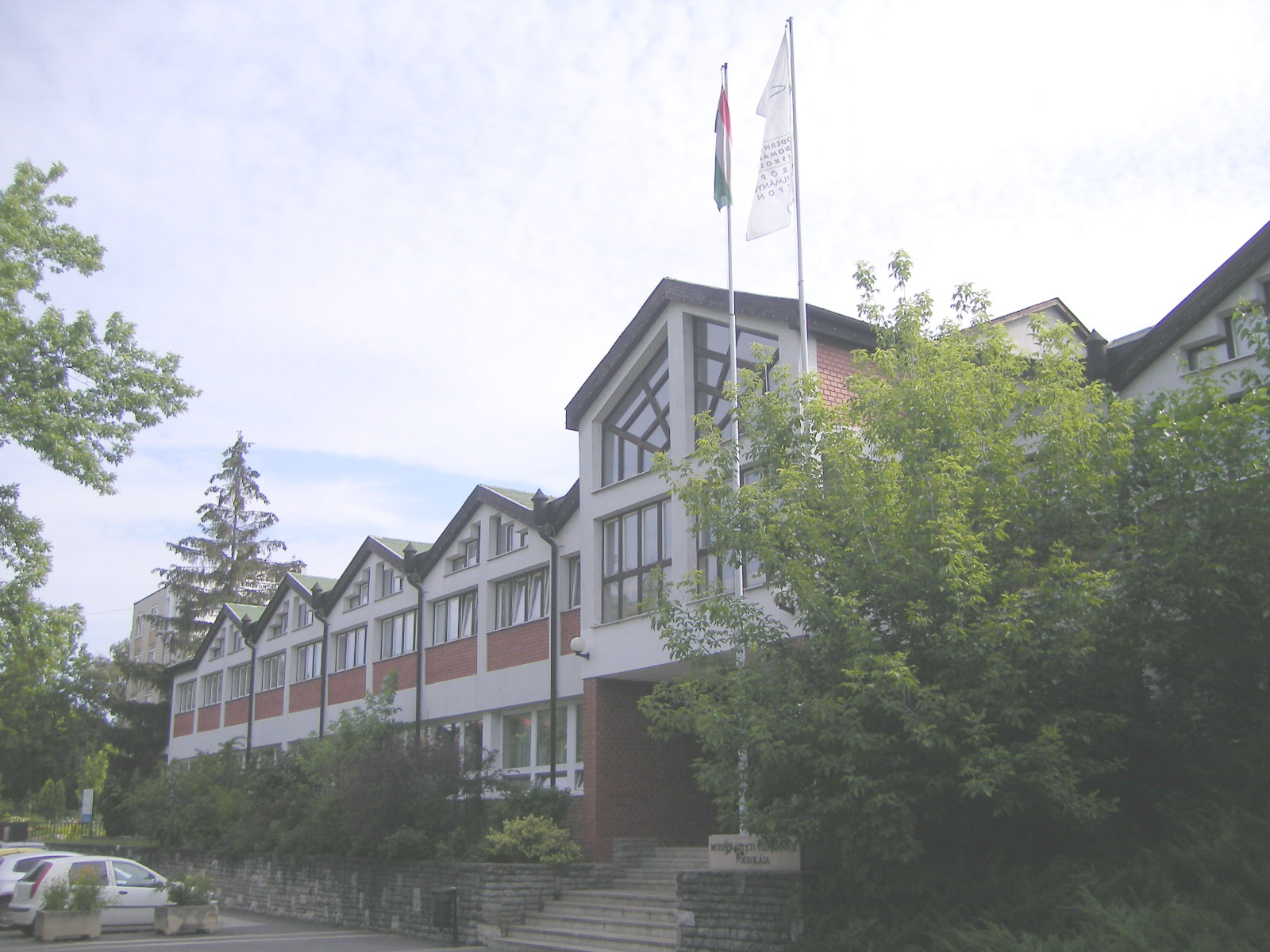
Az Edutus Egyetem
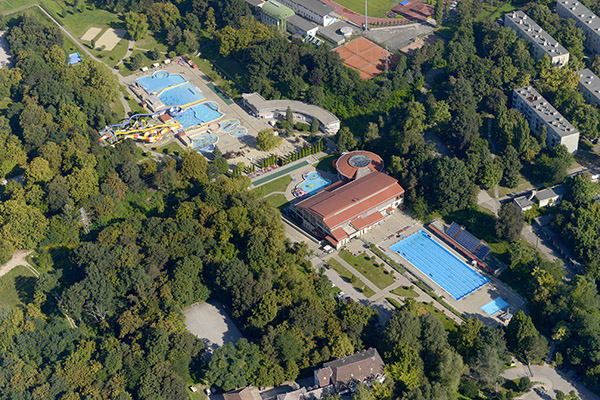
A tatabányai Gyémánt Fürdő légi felvételen
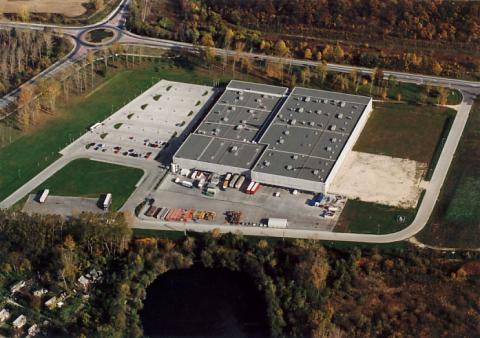
A Sanmina-SCI Kft. épülete
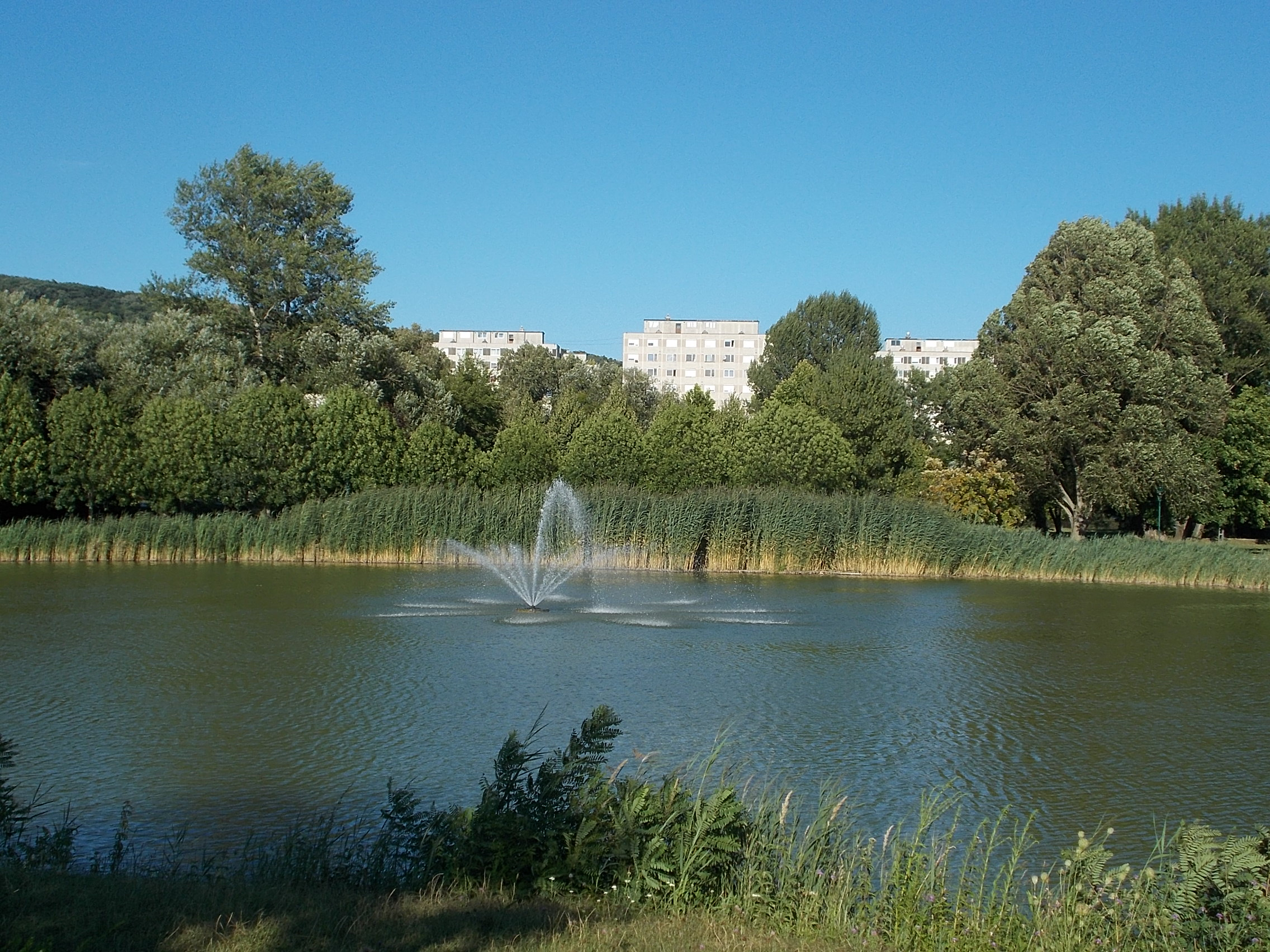
A Millenium park